# Homeland (jogo eletrônico)
Homeland é um RPG para o GameCube criado pela Chuinsoft e lançado somente no Japão.
O jogo possui 2 discos. No primeiro disco o jogador participará sozinho de uma missão, já o segundo disco permite que ele crie jogos Online onde ele é o Mestre de uma Caverna, podem caber até 30 jogadores neste modo.
Esse jogo é único em vários aspectos. Ele é o único jogo onde o GameCube age como um servidor, ao invés de usar um servidor central.Também é o único que foi lançado somente no Japão.